# Maciej Capiński
Maciej Capiński (ur. 5 kwietnia 1976) – polski matematyk, zajmujący się układami dynamicznymi i problemem n ciał. W swoich badaniach wykorzystuje m.in. dowody wspierane komputerowo.

## Życiorys
Studia na kierunku matematyka ukończył na Uniwersytecie Jagiellońskim w 2000 roku. Na tym samym uniwersytecie uzyskał następnie stopień doktora (w 2005, pod kierunkiem Piotra Zgliczyńskiego) i doktora habilitowanego (w 2016). Tytuł profesora otrzymał w roku 2022.
Od roku 2006 pracuje na Wydziale Matematyki Stosowanej Akademii Górniczo-Hutniczej im. Stanisława Staszica w Krakowie, wcześniej zatrudniony był po roku na University of Hull i Uniwersytecie Jagiellońskim.
Swoje prace publikował m.in. w „Nonlinearity”, „Discrete and Continuous Dynamical Systems”, „Journal of Differential Equations”, „SIAM Journal on Applied Dynamical Systems”, „Proceedings of the American Mathematical Society” oraz „Communications on Pure and Applied Mathematics”. Redaktor „SIAM Journal on Applied Dynamical Systems” oraz redaktor gościnny specjalnych numerów „Discrete and Continuous Dynamical Systems” i „Communications in Nonlinear Science and Numerical Simulation”.
W 2019 był wyróżnionym prelegentem (keynote speaker) na konferencji Dynamics, Equations and Applications (DEA 2019).